# Vanderlei de Lima
Vanderlei Cordeiro de Lima (Cruzeiro do Oeste, 4 luglio 1969) è un ex maratoneta e mezzofondista brasiliano.

## Biografia

### Carriera
Iniziò la sua carriera professionistica correndo per la squadra brasiliana di corsa campestre, partecipando anche ai campionati del mondo di corsa campestre del 1989 e 1992. Vinse la sua prima medaglia nella stessa specialità ai campionati sudamericani del 1993, dove vinse il bronzo, prima di aggiudicarsi la stessa competizione due anni più tardi, nel 1995. L'anno successivo vinse la sua prima maratona, a Tokio e partecipò alla maratona dei Giochi olimpici del 1996 ad Atlanta, giungendo 47º. Nel 1997 partecipò alla maratona ai mondiali di Atene, dove giunse 23º.
Negli anni 1999 e 2003 vinse per due volte consecutive la maratona ai Giochi panamericani, disputatasi rispettivamente a Winnipeg e Santo Domingo.

### Olimpiadi di Atene
Il 29 agosto 2004, ai Giochi olimpici di Atene, de Lima fu sul punto di diventare il primo brasiliano a vincere una medaglia d'oro olimpica nella maratona. Poco dopo il 35º chilometro, quando de Lima era in testa con un vantaggio residuo di circa 25-30 secondi su Stefano Baldini e Mebrahtom Keflezighi, lanciati in rimonta, il percorso della gara fu invaso da Cornelius Horan, un prete irlandese già noto per aver interrotto, invadendo la pista, il Gran Premio di Gran Bretagna di Formula 1 nel 2003. Horan diede uno spintone a de Lima, che finì ai margini della strada e venne aiutato a liberarsi del prete da Polyvios Kossivas, uno spettatore greco.
De Lima perse circa 10 secondi nell'incidente, ma la perdita del ritmo gli costò probabilmente molto di più, e verso il 38º chilometro fu superato dai suoi due inseguitori. Concluse la gara al terzo posto con un tempo di 2:12.11, vincendo la medaglia di bronzo. La Federazione brasiliana lanciò un appello attraverso il presidente Roberto Gesta de Melo, chiedendo una medaglia d'oro da assegnare anche a de Lima. Il ricorso fu tuttavia respinto.
Alla chiusura della manifestazione, il CIO assegnò a de Lima la medaglia Pierre de Coubertin, che venne data ufficialmente a de Lima il 7 dicembre a Rio de Janeiro, nel corso della cerimonia ufficiale annuale organizzata dal Comitato Olimpico Brasiliano (COB). Nella stessa occasione De Lima fu anche nominato atleta brasiliano dell'anno del 2004.
Il 1º luglio 2005, il giocatore brasiliano di beach volley Emanuel Rego, che aveva vinto la medaglia d'oro ad Atene, si offrì per consegnare la propria medaglia d'oro a de Lima, che tuttavia rifiutò: "Non posso accettare la medaglia di Emanuel. Sono felice con la mia, è di bronzo, ma significa oro", disse de Lima.

### Dopo Atene 2004
Negli anni seguenti, Lima partecipò alla maratona dei mondiali del 2005, senza finirla. Tentò anche di difendere il suo titolo ai Giochi panamericani, ma dovette ritirarsi al 37º chilometro per problemi muscolari. Disputò la sua ultima maratona nel 2009, a Parigi, dopodiché si ritirò.
Nel 2016 è stato insignito dell'onore di essere l'ultimo tedoforo ai Giochi della XXXI Olimpiade di Rio de Janeiro.

## Altre competizioni internazionali
1994
- Oro alla Maratona di Reims ( Reims) - 2h11'06"
- Bronzo alla Mezza maratona di Tokyo ( Tokyo) - 1h01'26"

1995
- 9º alla Maratona di Berlino ( Berlino) - 2h13'48"
- 7º alla Maratona di Rotterdam ( Rotterdam) - 2h12'12"
- 4º alla Mezza maratona di Lisbona ( Lisbona) - 1h01'24"

1996
- Oro alla Maratona di Tokyo ( Tokyo) - 2h08'38"

1998
- Argento alla Maratona di Tokyo ( Tokyo) - 2h08'31"
- 9º alla Mezza maratona di Lisbona ( Lisbona) - 1h02'10"

1999
- Bronzo alla Maratona di Fukuoka ( Fukuoka) - 2h08'40"
- 7º alla Corrida Internacional de São Silvestre ( San Paolo) - 45'22"

2000
- Bronzo alla Maratona di Rotterdam ( Rotterdam) - 2h08'34"
- 4º alla Corrida Internacional de São Silvestre ( San Paolo) - 44'06"

2001
- 5º alla Corrida Internacional de São Silvestre ( San Paolo) - 44'55"

2002
- Oro alla Sao Paulo Marathon ( San Paolo) - 2h11'19"
- 7º alla Milano Marathon ( Milano) - 2h11'26"
- 6º alla Corrida Internacional de São Silvestre ( San Paolo) - 45'54"

2003
- 4º alla Maratona di Amburgo ( Amburgo) - 2h12'26"
- 12º alla Maratona di Fukuoka ( Fukuoka) - 2h10'38"

2004
- Oro alla Maratona di Amburgo ( Amburgo) - 2h09'39"

2005
- 14º alla Corrida Internacional de São Silvestre ( San Paolo) - 47'24"

2006
- 5º alla Maratona di Amsterdam ( Amsterdam) - 2h11'36"

2007
- 6º alla Maratona di Tokyo ( Tokyo) - 2h16'08"
- 7º alla Milano Marathon ( Milano) - 2h12'54"

2008
- Argento alla Mezza maratona di San Paolo ( San Paolo) - 1h04'10"

2009
- 30º alla Maratona di Parigi ( Parigi) - 2h20'31"